# Black Girls Code
Black Girls CODE (BGC) est une organisation à but non lucratif qui se concentre sur l'éducation technologique des filles Afro-Américaines. Kimberly Bryant, ingénieure électricienne ayant travaillé dans la biotechnologie pendant plus de 20 ans, fonde Black Girls Code en 2011 afin lutter contre la sous-représentation des filles et des femmes Afro-Américaines dans le secteur de la technologie. L'organisation propose des programmes de programmation informatique, de code, de création de sites web, de robots et d'applications mobiles.  
Le but est de fournir aux jeunes afro-américains les compétences nécessaires afin d'accéder aux offres d'emploi disponibles dans le domaine de l'informatique aux États-Unis. 

## Origine
Kimberley Bryant a l'idée de créer Black Grils CODE après que sa fille Kai ait assisté à un camp d'été d'informatique et en soit revenue déçue de l'expérience,.  Elle était l'une des rares filles du camp et la seule fille Afro-Américaine présente. 
Elle a également remarqué que les garçons du camp bénéficiaient de davantage d'attention de la part des animateurs que les quelques filles présentes,. 
Dans une interview avec Ebony, K. Bryant déclare : « Je voulais trouver un moyen d'inciter ma fille à devenir une créatrice numérique au lieu d'une simple consommatrice, et je n'ai pas trouvé d'autres programmes destinés aux filles comme elle, issues de communautés sous-représentées ».

## Fondation
En 2011, K. Bryant convainc ses collègues de Genentech de créer un programme de codage de six semaines pour les filles de couleur. Sa première série éducative a commencé dans le sous-sol d'un établissement de préparation à l'université et a été suivie par une douzaine de filles, dont sa fille. 
En janvier 2012, une société de conseil en technologie appelée ThoughtWorks investit dans l'initiative de K. Bryant, lui donnant accès à des locaux et à des ressources, et permettant l'organisation de devenir une organisation à but non lucratif reconnue au niveau international. 
En décembre 2019, BGC compte au total 15 sections.

## Organisation
BGC est devenu un phénomène en pleine expansion, se développant rapidement aux États-Unis et à l'étranger. Basée à Oakland, en Californie, l'organisation atteint les 2 000 étudiantes en août 2013 au sein des sept institutions établies dans sept États des États-Unis, ainsi qu'à Johannesbourg, Afrique du Sud.

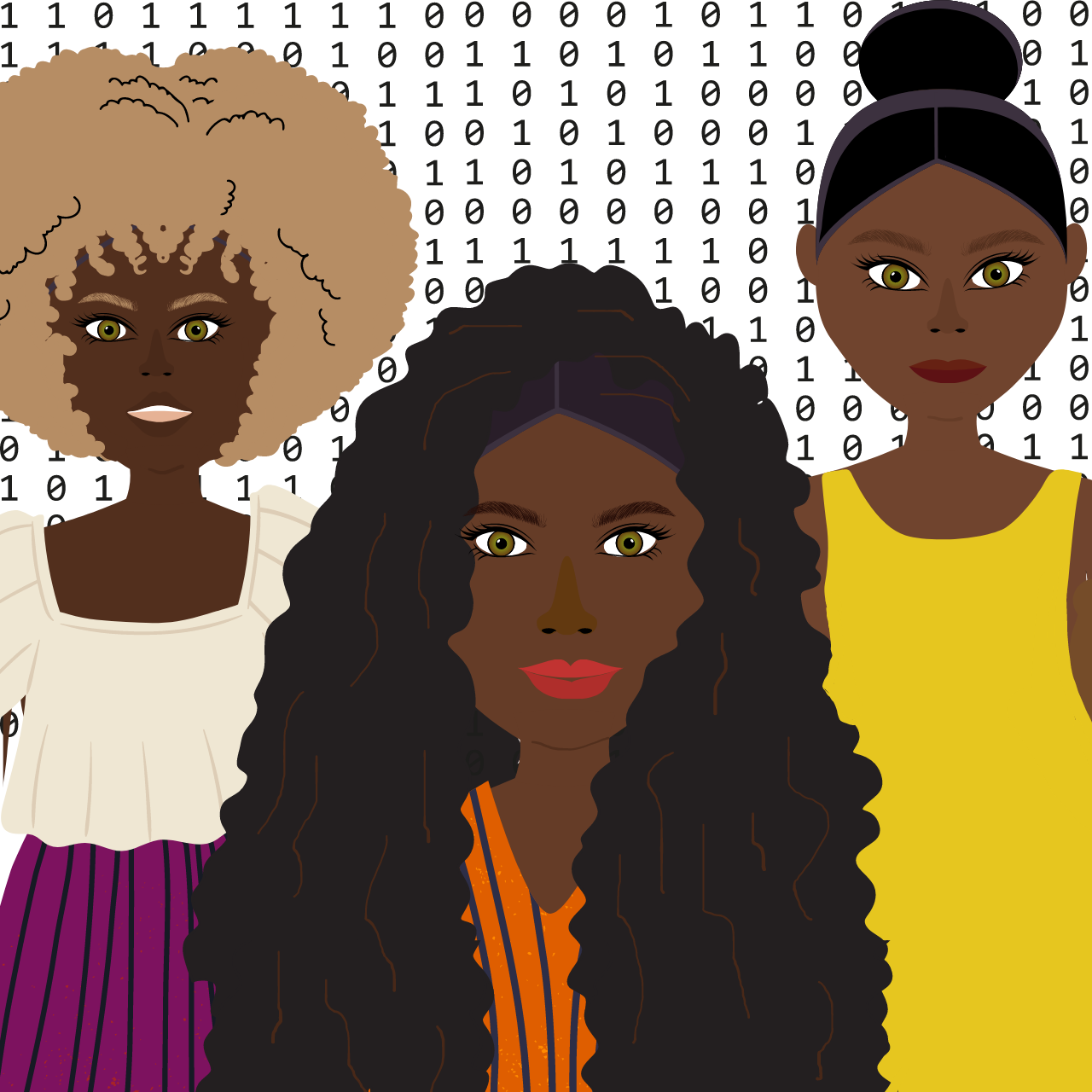
Illustration graphique de Black Girls Code

BGC organise également des ateliers bilingues en partenariat avec Latino Startup Alliance. L'objectif ultime de BGC est « de grandir pour former 1 million de filles d'ici 2040 et de devenir les éclaireuses de la technologie ».
BGC s'appuie sur un grand nombre de bénévoles pour concevoir et animer des ateliers. Des professionnels du secteur informatique partagent leur expertise avec les jeunes étudiants, les aidant à se familiariser avec les principes fondamentaux de la conception de logiciels dans des langages tels que Scratch ou Ruby on Rails. Les activités extra scolaires alternent avec des ateliers d'une journée puis des cours prolongés ont lieu pendant l'été.
BGC dépend principalement de dons pour financer ses activités : en 2013, 75 % des étudiants bénéficient d'une bourse d'études.
La devise du Black Girls CODE est : « Imaginez. Construire. Créer. - Imaginez un monde où chacun dispose des outils nécessaires pour réussir, puis aidez-nous à construire des moyens pour que chacun ait accès à l'information et à créer une nouvelle ère pour les femmes de couleur dans la technologie ».

## Prix et bourses
Black Girls CODE a reçu une subvention de 50 000 USD de la campagne communautaire Azure Development en janvier 2014. K. Bryant a également reçu un « Standing O-vatio » par Oprah Winfrey et Toyota en novembre 2014.
En août 2015, K. Bryant refuse une subvention de 125 000 USD de la part de l'application de covoiturage Uber, qualifiant cette démarche de malhonnête et de « motivée par des relations publiques ». Elle a également critiqué Uber pour avoir offert 1,2 million de USD à Girls Who Code, un montant près de dix fois plus élevé. 
En février 2018, Black Girls CODE annonce un partenariat avec le concurrent d'Uber, Lyft, dans le cadre de son programme Round Up & Donate.

## Voir également
- Girls Who Code
- Native Girls Code (en)
- I Look Like an Engineer (en)